# Богданович Модест Іванович
Богдано́вич Моде́ст Іва́нович (7 вересня (26 серпня) 1805 р. — 6 серпня (25 липня) 1883 р.) — військовий історик. Генерал-лейтенант (1863).

## Біографія
Народився в Україні, у місті Сумах. Навчався у Дворянському полку. У 1835 закінчив військову академію, де від 1843 працював професором кафедри воєнної історії і стратегії. Автор багатьох праць з воєнної історії Російської імперії 18—19 ст., один з авторів і редакторів «Военно-энциклопедического лексикона», «Исторического очерка деятельности военного управления в России за 1855—1880».
З 1835 — у Генштабі, а з 1863 — у розпорядженні міністра; офіційний військовий історіограф.
Помер у м. Оранієнбаумі (нині м. Ломоносов у Росії).

## Твори
- История Отечественной войны 1812 года по достоверным источникам, т. 1—3. СПб., 1859—60;
- История войны 1813 года за независимость Германии по достоверным источникам, т. 1—2. СПб., 1863;
- История войны 1814 года во Франции и низложение Наполеона I по достоверным источникам, т. 1—2. СПб., 1865;
- История царствования императора Александра I в России и его время, т. 1—6. СПб., 1869—71;
- Восточная война 1853—1856 годов, т. 1—4. СПб., 1877.